# Te Wahipounamu
Te Wahipounamu là một Di sản thế giới được UNESCO công nhận nằm ở phía tây nam Đảo Nam của New Zealand. Khu vực này có diện tích lên tới 26.000 km² (2.600.000 hecta) kéo dài từ các đảo trên biển Tasman sâu vào nội địa Đảo Nam đến 90 km và trải dài trên một bờ biển tới 450 km. Khu vực này bao gồm bốn vườn quốc gia nằm gần nhau là Fiordland, Núi Aspiring, Aoraki/Núi Cook và Westland Tai Poutini.

## Mô tả
Te Wahipounamu trải dài 450 km dọc theo bờ biển phía tây nam của Đảo Nam. Độ cao của khu vực này dao động từ mực nước biển đến 3.724 mét tại Aoraki, ngọn núi cao nhất New Zealand. Ở một số nơi nó kéo dài sâu vào trong đất liền đến 90 km. Tại đây bao gồm vô số các đặc điểm tự nhiên gồm các đỉnh núi phủ tuyết, các hồ có màu ngọc bích, thác nước, vịnh hẹp (đáng chú ý nhất là Milford Sound), thung lũng, vách đá bên bờ biển. Đây cũng là nơi có hàng trăm sông băng hoạt động mạnh nhất thế giới, đáng chú ý nhất là Sông băng Franz Josef và Fox. Đây là khu vực lớn nhất nhưng có hệ sinh thái tự nhiên ít bị thay đổi nhất ở New Zealand. Và như vậy, hệ động thực vật của khu vực này là đại diện tiến hóa hiện đại nhất của thế giới về các loài sinh vật cổ đại Gondwanaland.

### Thực vật
Thảm thực vật ở Te Wahipounamu rất đa dạng và về cơ bản đều trong điều kiện nguyên sơ. Phần lớn diện tích của nó được bao phủ bởi những khu rừng sồi và thông. Trên núi có một thảm thực vật núi phong phú về các loài cây bụi, đồng cỏ, thảo dược. Các khu rừng nhiệt đới ấm hơn và thấp hơn bị chi phối bởi các loài Kim giao trong khi về phía bắc là các khu rừng ôn đới. Có nhiều rừng mưa và đất ngập nước ở phía tây, và vùng đất ngập nước ngọt tự nhiên rộng lớn nhất và ít biến đổi nhất ở New Zealand được tìm thấy ở khu vực này. Đồng bằng ven biển Westland đặc trưng bởi các đầm lầy màu mỡ cao và các đầm lầy than bùn có độ phì thấp.

### Động vật
Te Wahipounamu là nơi sinh sống của nhiều loài động vật bản địa và chứa số lượng chim tự nhiên lớn nhất và đáng kể nhất New Zealand. Khu vực là nơi có 170 cá thể hoang dã chim Takahē Đảo Nam trong các thung lũng ở vịnh cảng Fiordland. Dọc theo bờ biển phía tây nam, hầu hết số lượng Hải cẩu lông mao của New Zealand được tìm thấy. Cũng được tìm thấy tại khu vực này là Kiwi nâu phương Nam, Kiwi đốm lớn, Vẹt đuôi dài trán vàng, Chim cánh cụt Fiordland, Cắt New Zealand, Vẹt kea và Mòng két nâu. Loài vẹt hiếm nhất và nặng nhất Kakapo đã được tìm thấy ở khu vực này cho đến đầu những năm 1980. Hiện tại người ta tin rằng nó đã tuyệt chủng trên đất liền.

### Dân cư
Khu vực Te Wahipounamu là khu vực ít dân cư nhất của New Zealand. Hầu hết cư dân làm công việc liên quan đến du lịch nhưng có những nghề sử dụng đất khác. Trên bờ biển, cư dân tham gia đánh bắt cá, chăn thả và khai thác quy mô nhỏ. Ở phía đông là khu vực đất đai được sử dụng bởi các mục vụ. Chăn thả cừu và gia súc được cho phép theo giấy phép hoặc cho thuê, mặc dù việc công nhận Te Wahipounamu là Di sản thế giới đã làm giới hạn các vùng đất sẵn có cho các hoạt động này.

### Địa chất
Te Wahipounamu là một trong những khu vực hoạt động địa chấn mạnh nhất trên thế giới. Nó nằm trên ranh giới của hai mảng Thái Bình Dương và Ấn-Úc. Những ngọn núi trong khu vực là kết quả của quá trình kiến tạo trong năm triệu năm qua. Sông băng cũng là một tính năng chính của khu vực. Chúng đã được thiết lập trong các lần băng hà Pleistocene mặc dù đã có những thay đổi đáng kể hậu băng hà. Những thay đổi này ở Nam Alps lớn hơn so với Fiordland.